# AIK banka Niš
AIK banka Niš (Agroindustrijsko komercijalna banka a.d. Niš) — сербский банк с штаб-квартирой в городе Ниш.

## Поглощение
11 сентября 2006 года греческий банк ATEbank объявил о приобретении 24,99 % обыкновенных и 24,99 % привилегированных акций сербского банка. 27 апреля 2007 года цена за одну акцию банка на Белградской фондовой бирже достигла исторического максимума и достигла 15.829.

## Акционеры
По состоянию на февраль 2008 года акционерами банка являются:
- 20,32 % — ATEbank
- 13,03 % — IRVA Investicije
- 66,6 % — в свободном обращении